# Bilatē Shet'
Bilatē Shet' är ett vattendrag i Etiopien. Det ligger i den centrala delen av landet, 290 km söder om huvudstaden Addis Abeba.